# Korendijkse Slikken
De Korendijkse Slikken is een natuurgebied in de provincie Zuid-Holland. Het is een vogelreservaat in de Hoeksche Waard, ten zuiden van Goudswaard. Natuurmonumenten beheert dit gebied van bijna vijfhonderd hectare dat bestaat uit graslanden en zoetwatergetijdennatuur. Het vogelreservaat grenst aan het Haringvliet en aan het Spui. In verband met het broedseizoen en het aantal vogels dat hier overwintert, is het gebied alleen toegankelijk van 1 juli tot 1 november.

## Beheer
Natuurmonumenten heeft dit gebied sinds eind jaren zeventig van de twintigste eeuw in beheer. Toen deze vereniging voor natuurbehoud het gebied in beheer kreeg waren de slikken een dichte ruigte. Koeien en paarden werden ingezet om de slikken te begrazen. Resterende delen werden gemaaid. Zo veranderden de slikken in een gebied waar vogels zich thuis gingen voelen. Naast koeien en schapen, grazen er nu ook paarden om de natuur open en toegankelijk te houden. Natuurmonumenten laat het stuk zoetwatergetijdennatuur verbossen.

## Flora en fauna
Het hele jaar zijn de graslanden van het natuurgebied een rust- en foerageerplek voor een groot aantal soorten vogels zoals de smient, wulp en goudplevier. In het najaar en winter zijn er grote groepen ganzen en eenden. In het voorjaar komen hier kieviten, grutto’s en tureluurs die in het natuurgebied broeden. In de zoetwatergetijdennatuur gedijen moerasvogels beter. Hier huizen rietzangers, blauwborsten en grote zilverreigers. De laatste jaren hebben bruine kiekendieven en haviken hier gebroed en worden zeearend, klapekster, roerdomp en roodhalsgans regelmatig waargenomen. In dit deel groeien bijzondere planten zoals moerasmelkdistel en heemst.

## Vogelkijkhutten
Het gebied is te overzien vanaf de Oudendijk en vanaf de Westdijk in Goudswaard. Aan het einde van de Groeneweg staat een vogelkijkhut en aan de Oudendijk (naast huisnummer 2) is een oud dijkmagazijn ingericht als uitkijkpost en informatiepunt. Er is ook een observatiehut in het beboste deel. Deze hut ligt aan een wandelroute die Natuurmonumenten hier heeft uitgezet.

## Wandelroute
Naast een wit dijkhuis aan de Westdijk begint een wandelroute. Op het bordje ´Welkom in de Korendijkse Slikken´ aan het begin van deze route, is informatie te vinden over een gele route van drie kilometer. Deze ´laarzenroute´ is een rondwandeling naar het beboste zoetwatergetijdengebied aan de zuidwestkant van de Hoeksche Waard, waar het Spui uitmondt in het Haringvliet. Deze route die vanaf 1 juli tot 1 december gelopen mag worden, voert langs een vogelkijkhut midden in het gebied. Vlak bij deze kijkhut is een trekveer, een aluminiumbak die je aan een touw naar de andere kant van de kreek trekt. De kreek is ongeveer zestig meter breed en afhankelijk van de waterstand kunnen er vier tot zes personen mee. Op 17 september 2003 werd dit zelfbedieningsveer in gebruik genomen. In het najaar van 2013 hangt er onder het bord ´Welkom in de Korendijkse Slikken´ echter ook een bericht met de mededeling dat wegens werkzaamheden aan bruggen en paden het gebied tijdelijk niet toegankelijk is. In de nieuwsberichten op de website van Natuurmonumenten is te lezen dat dit een aantal jaren geleden ook het geval was.

## Fotogalerij

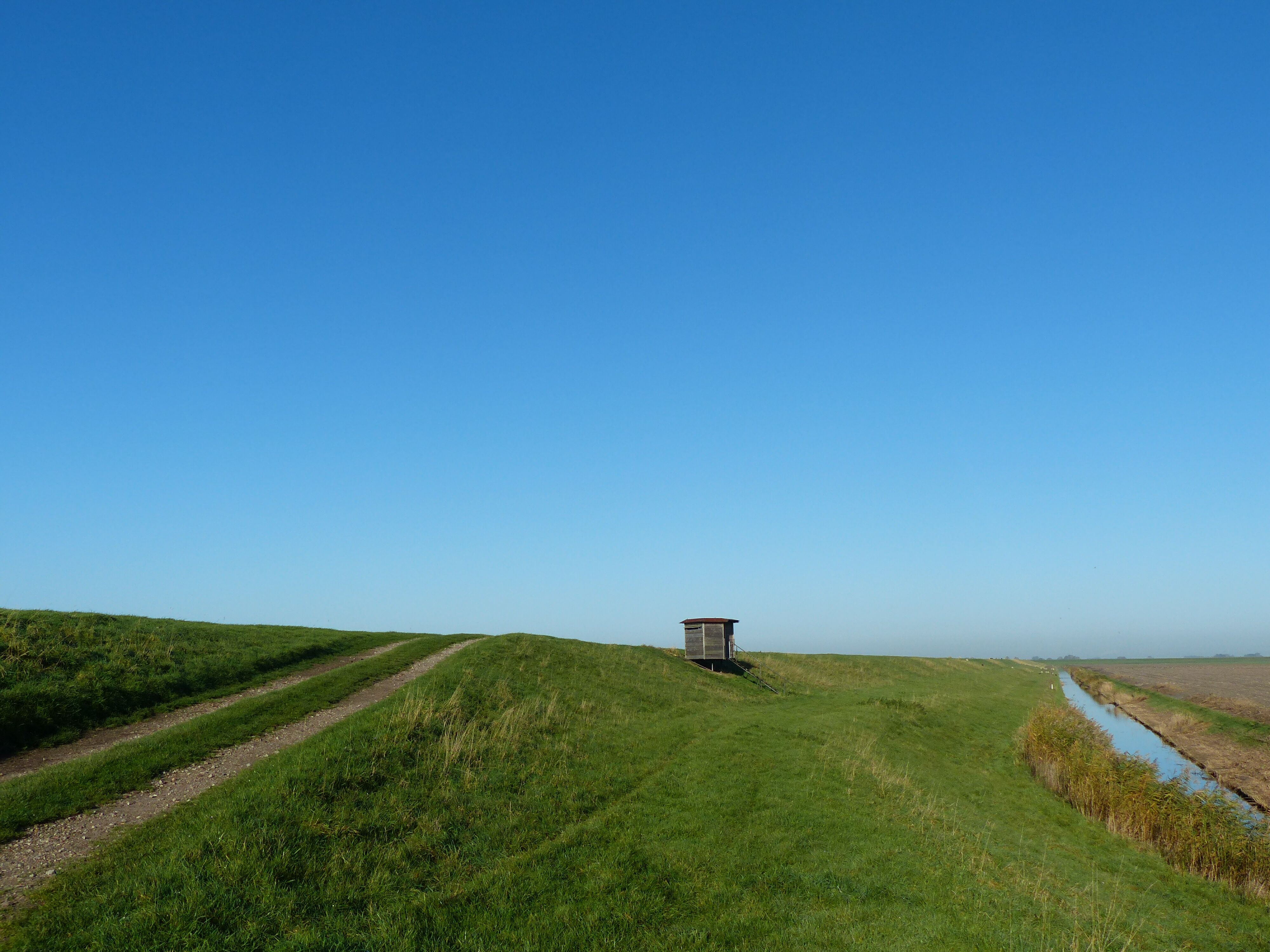
Vogelkijkhut Groeneweg in Goudswaard
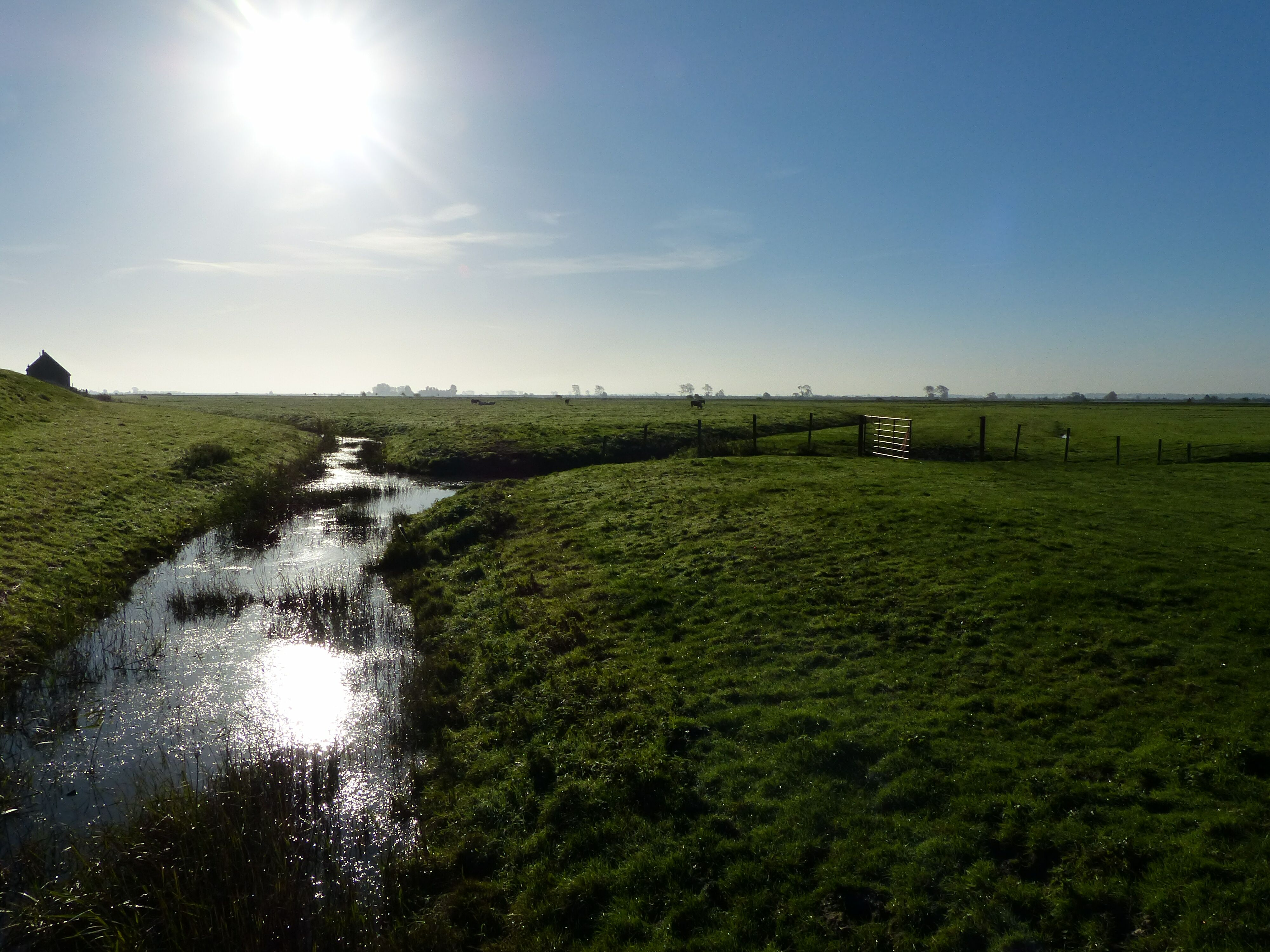
Dijkhuisje naast de vogelkijkhut
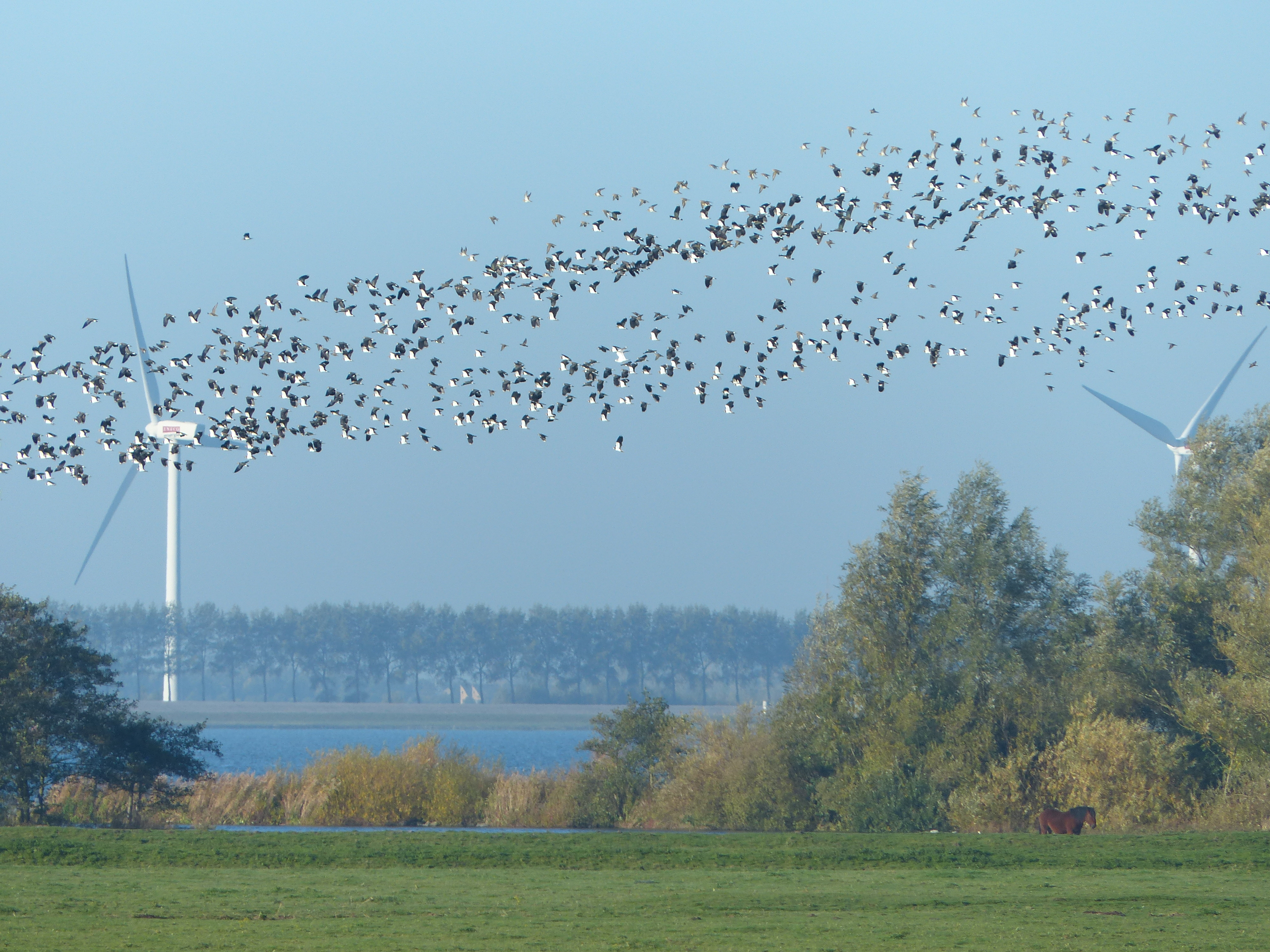
Brandganzen boven het Haringvliet
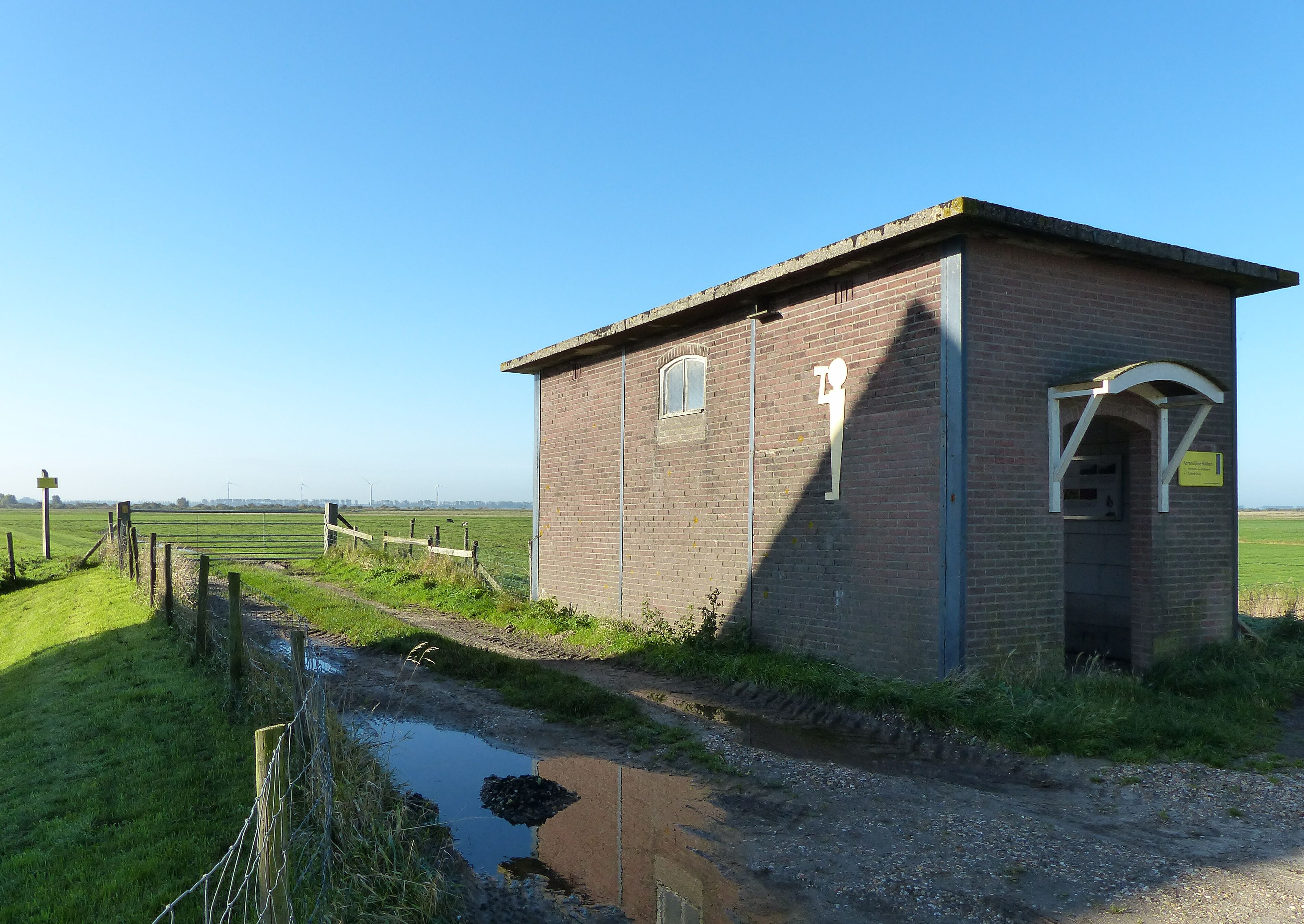
Vogelkijkhut aan de Oudendijk in Goudswaard
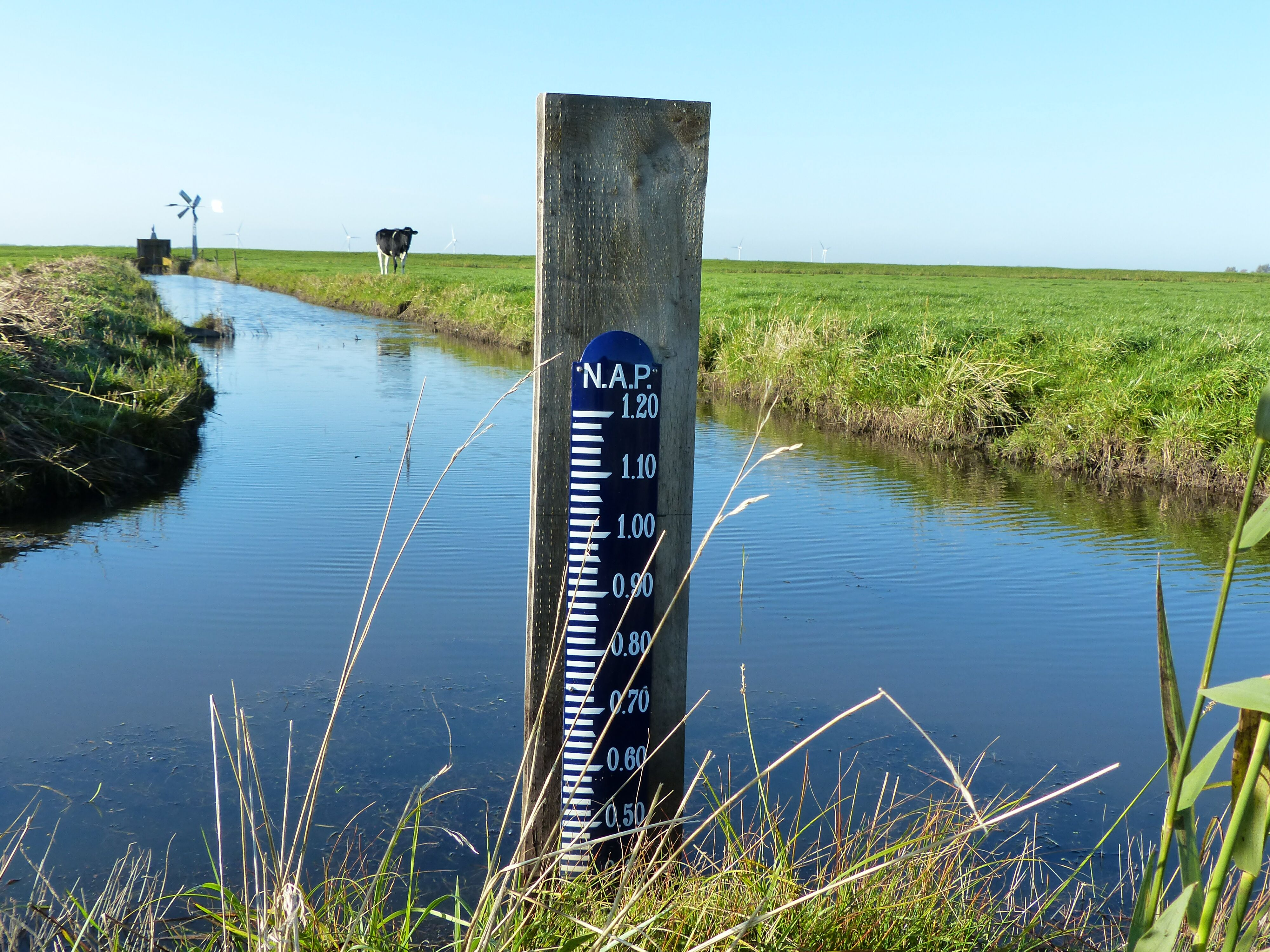
Waterpeilbeheersing door windwatermolen
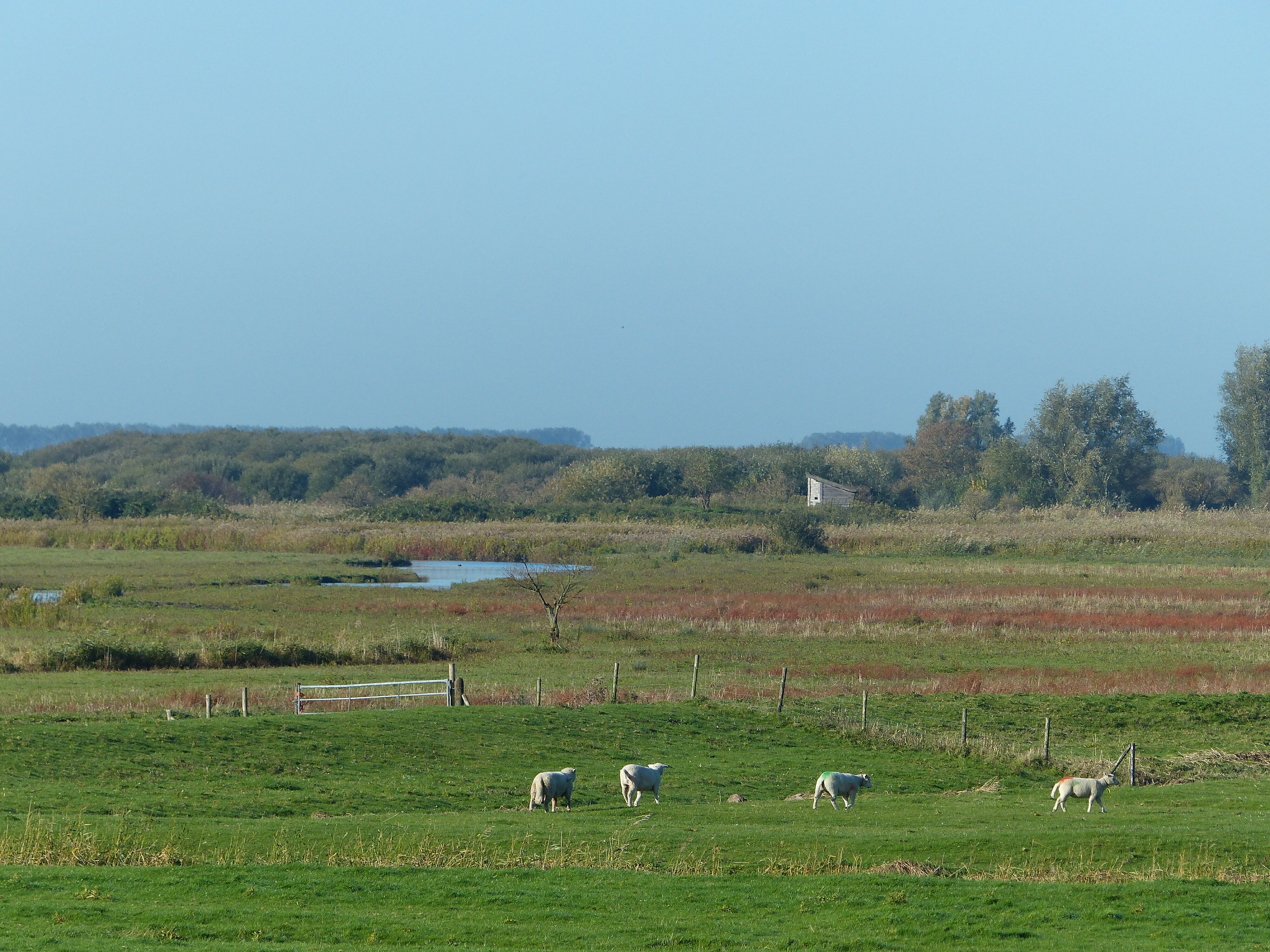
Zoetwatergetijdengebied met vogelkijkhut